# Rezerwat przyrody Puszcza Mariańska
Rezerwat przyrody Puszcza Mariańska – rezerwat przyrody położony na terenie gminy Puszcza Mariańska w województwie mazowieckim. Rezerwat leży w obrębie Bolimowskiego Parku Krajobrazowego i stanowi część obszaru leśnego Puszczy Korabiewskiej.
- powierzchnia – 132,23 ha[1]
- data utworzenia – 22 kwietnia 1983
- rodzaj rezerwatu – leśny
- dokument powołujący – M.P. z 1983 r. nr 16, poz. 91[2]
- przedmiot ochrony – naturalne zespoły leśne grądowe i borowe, typowe dla Mazowsza; fragmenty zanikającego krajobrazu leśnego puszczy Korabiewsko-Bolimowskiej.

Dwie trzecie powierzchni rezerwatu zajmuje las z dominującą sosną. Występują tu też stare, okazałe dęby, brzoza, olsza czarna, wiąz, topola osika. Na terenie rezerwatu stwierdzono występowanie około 320 gatunków roślin, w tym chronionych takich jak m.in.: lilia złotogłów, przylaszczka pospolita, bluszcz pospolity, kopytnik pospolity.
Obszar rezerwatu objęty jest ochroną czynną.

## Przypisy

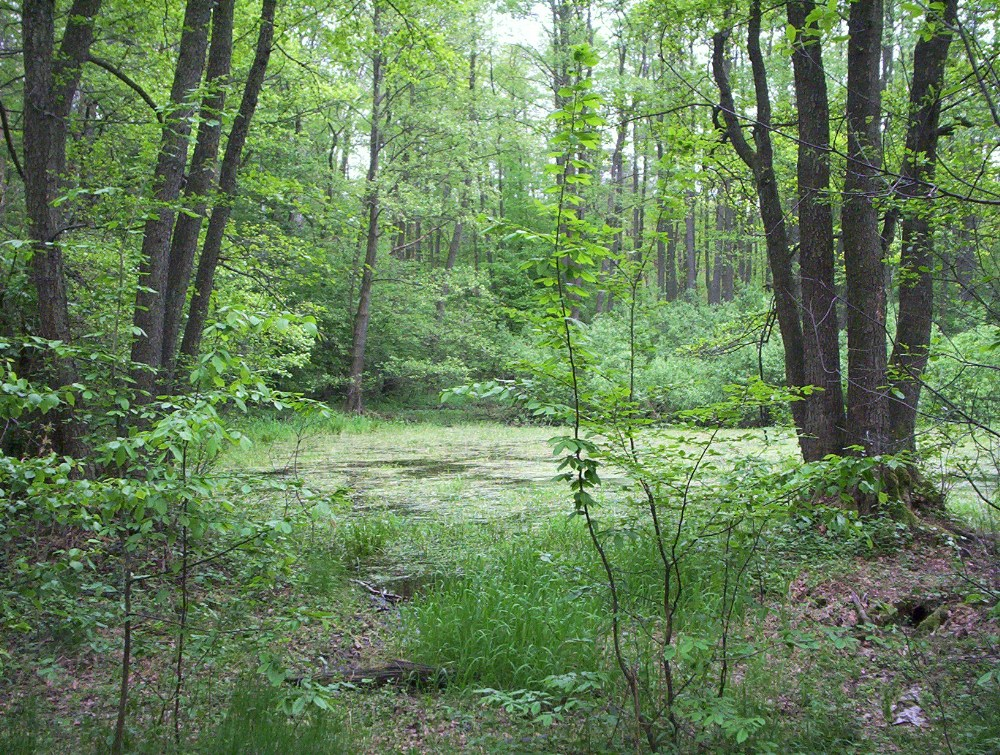
Zarastający staw
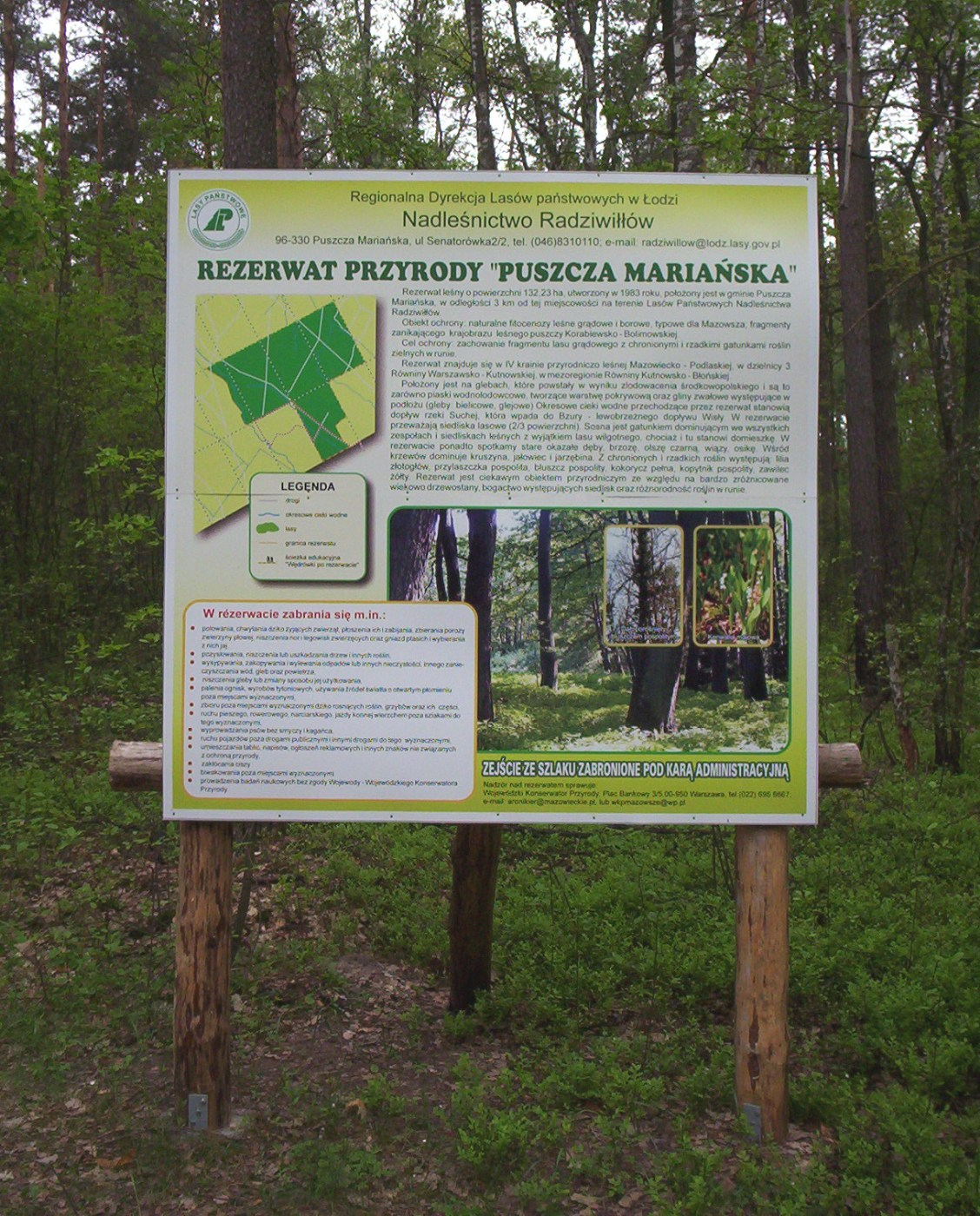
Tablica informacyjna